# Ølsted Strandhuse
Ølsted Strandhuse ist eine dänische Ferienhaussiedlung mit 200 ständigen Einwohnern (Stand 1. Januar 2023) auf Seeland in der Nähe der Ortschaft Ølsted. Die Ferienhaussiedlung liegt im Kirchspiel Ølsted (Ølsted Sogn), das bis 1970 zur Harde Strø Herred im damaligen Frederiksborg Amt gehörte. Mit der Auflösung der Hardenstruktur wurde das Kirchspiel in die Kommune Frederiksværk aufgenommen, die Kommune wiederum ging mit der Kommunalreform zum 1. Januar 2007 mit anderen Kommunen in der neu gegründeten Kommune Halsnæs auf, die zur Region Hovedstaden gehört.
Ølsted Sydstrand liegt direkt am Roskildefjord, etwa zwei Kilometer westlich von Ølsted und circa vier Kilometer südlich von Frederiksværk.